# Deltote varicolora
Deltote varicolora is een vlinder van de familie van de uilen (Noctuidae). De wetenschappelijke naam van deze soort is voor het eerst voorgesteld als Maliattha varicolora door George Francis Hampson in een publicatie uit 1902.
De soort komt voor in Zimbabwe en Zuid-Afrika.